# Shropshire Union Canal
Shropshire Union Canal är en kanal i Storbritannien.   Den ligger i riksdelen England, i den centrala delen av landet, 270 km nordväst om huvudstaden London.